# کنده‌کاری

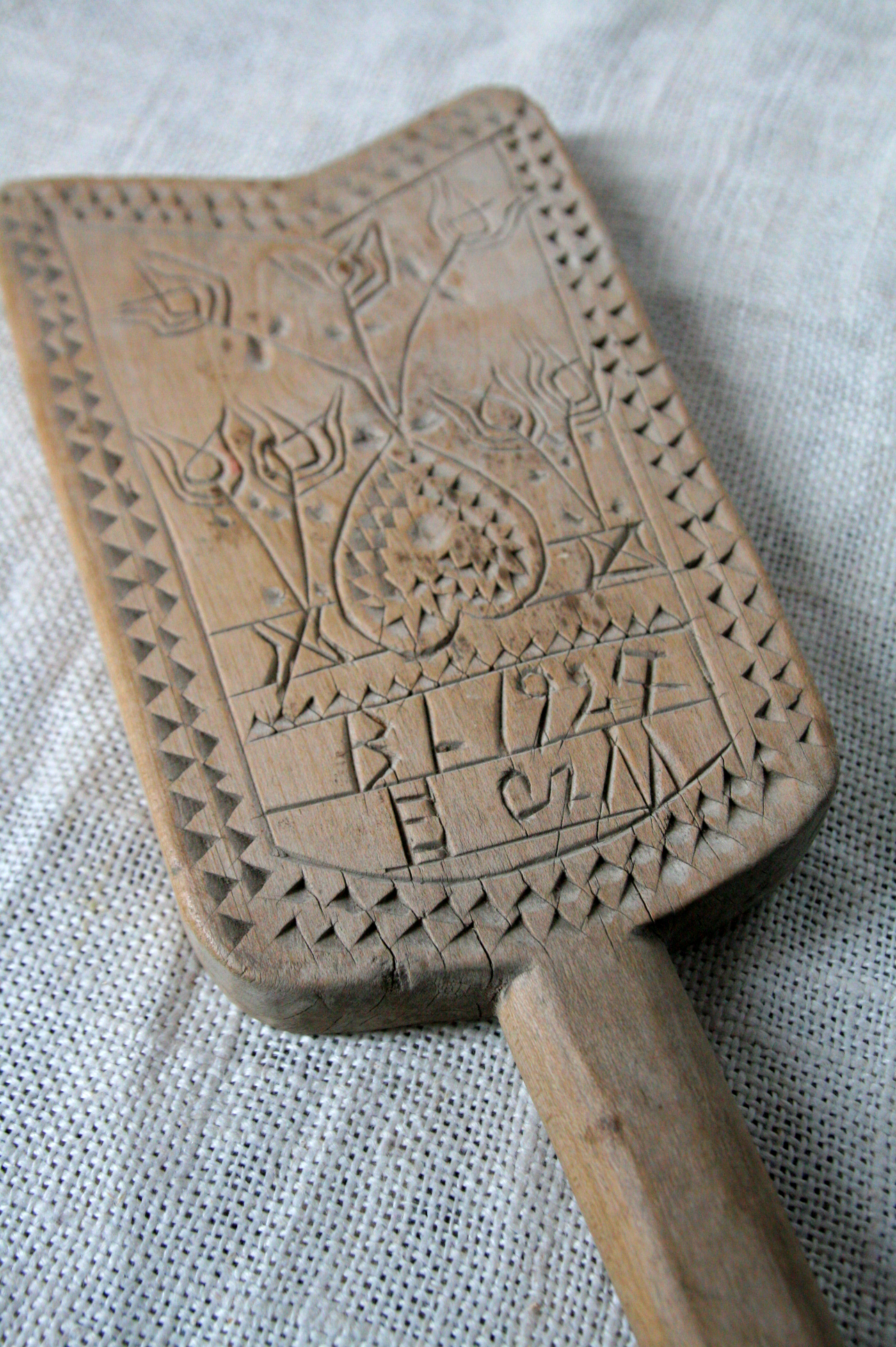
کنده‌کاری روی چوب

کَنده‌کاری عمل شکل دادن به چیزی از یک ماده، با استفاده از ابزاری برای خراشیدن آن ماده را گویند. این تکنیک می‌تواند روی هر ماده جامدی که بتواند هنگام خراش دادن، انسجامش را حفظ کند و در عین حال، به قدر کافی نرم باشد تا بتوان آن را خراشید، اجرا شود. کنده‌کاری، در معنایی که در مجسمه‌سازی کاربرد دارد، با روش‌هایی که از مواد نرم و انعطاف‌پذیر مانند رس، میوه و شیشه مذاب استفاده می‌شود، تفاوت دارد. چراکه در این‌گونه موارد، ماده را هنگامی که نرم است، شکل می‌دهند تا هنگام سفت شدن، آن شکل را حفظ کند. کنده‌کاری در مجسمه‌سازی، نسبت به روش‌های استفاده از مواد نرم، دشوارتر است و کار بیشتری می‌طلبد. نمونه‌هایی از این روش، منبت‌کاری، کنده‌کاری عاج، سنگ‌تراشی، کنده‌کاری تراشه‌ای و سنگ‌نگاره‌ها هستند.